# Zajmiszcza (obwód homelski)
Zajmiszcza (biał. Займішча; ros. Займище, Zajmiszcze; pol. hist. Zajmiszcze) – wieś na Białorusi, w obwodzie homelskim, w rejonie homelskim, w sielsowiecie Czaracianka, nad Cieruchą.
W XIX i w początkach XX w. położone było w Rosji, w guberni mohylewskiej, w powiecie homelskim. Następnie w granicach Związku Sowieckiego. Od 1991 w niepodległej Białorusi.